# Paya Dapur
Paya Dapur is een bestuurslaag in het regentschap Aceh Selatan van de provincie Atjeh, Indonesië. Paya Dapur telt 1503 inwoners (volkstelling 2010).